# Swiatosław Szewczuk

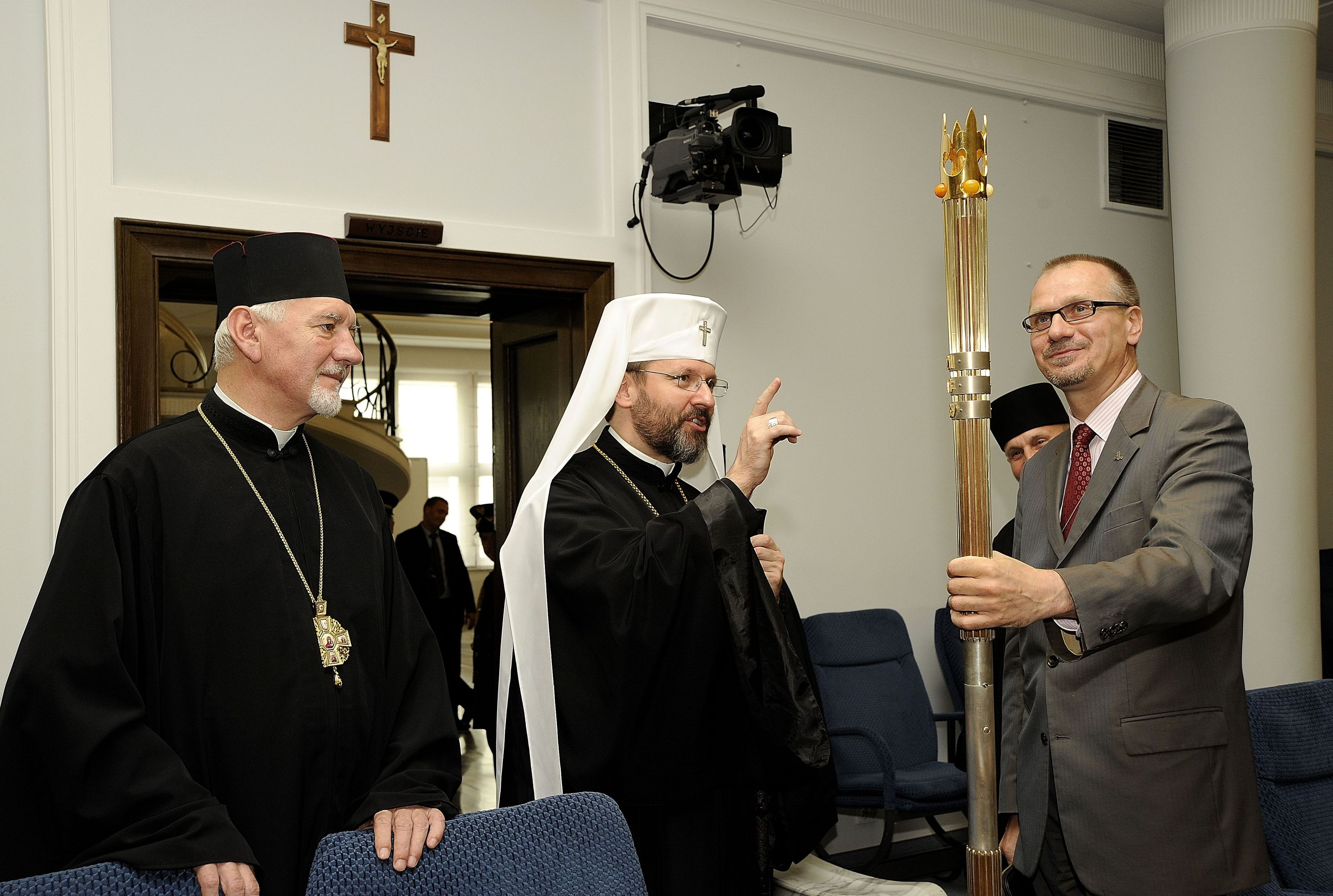
Arcybiskup Swiatosław Szewczuk w Senacie RP (2013)

Swiatosław Jurijowycz Szewczuk, ukr. Святослав Юрійович Шевчук (ur. 5 maja 1970 w Stryju) – biskup Ukraińskiej Cerkwi Greckokatolickiej, arcybiskup większy kijowsko-halicki od 2011. Zwierzchnik Kościoła katolickiego obrządku bizantyjsko-ukraińskiego.

## Życiorys

### Wczesne lata
Urodzony w religijnej rodzinie, gdzie rodzice aktywnie brali udział w życiu prześladowanej wówczas Cerkwi – w domu rodzinnym kapłani greckokatoliccy potajemnie odprawiali nabożeństwa. W latach 1983–1989 uczył się w podziemnym seminarium duchownym, a od 1991 do 1992 uczył się w Centrum Studiów Filozoficzno-Teologicznym „Don Bosco” w Buenos Aires w Argentynie. W latach 1992–1994 był alumnem Lwowskiego Seminarium Duchownego UKGK.

### Prezbiterat
Chirotonię diakońską otrzymał 21 maja 1994 z rąk bpa Filemona Kurczaby CSsR, a kapłańską – 26 czerwca 1994 z rąk kard. Mirosława Lubaczewskiego, ówczesnego arcybiskupa większego lwowskiego.
Od 1994 do 1999 studiował na rzymskim uniwersytecie Angelicum. Studia zakończył doktoratem (z wyróżnieniem Summa cum laude) z antropologii teologicznej i podstaw teologii moralnej w teologicznej tradycji bizantyjskiej.
W latach 1999–2000 pełnił funkcję rektora, a od 2000–2007 – wicerektora Lwowskiego Seminarium Duchownego im. Świętego Ducha. Od 2001 był również wicerektorem Lwowskiej Akademii Teologicznej.
W latach 2002–2005 był osobistym sekretarzem kard. Lubomira Huzara i dyrektorem Kurii Patriarszej.

### Episkopat
14 stycznia 2009 został mianowany przez Benedykta XVI biskupem pomocniczym eparchii Opieki Matki Bożej  UKGK w Buenos Aires oraz biskupem tytularnym Castra Galbae. Chirotonii biskupiej nominata dokonał greckokatolicki arcybiskup lwowski Ihor Woźniak; współkonsekratorami byli: bp Mychajło Mykycej oraz bp Julian Woronowski. Po przejściu na emeryturę bpa Mykyceja, dotychczasowego ordynariusza, Benedykt XVI 10 kwietnia 2010 mianował bp. Szewczuka administratorem apostolskim tej eparchii.

### Wybór na arcybiskupa większego
23 marca 2011 Synod Biskupów Ukraińskiej Cerkwi Greckokatolickiej wybrał go na arcybiskupa większego kijowsko-halickiego. Zastąpił na tym stanowisku kard. Lubomira Huzara. Zgodnie z prawem kanonicznym, po skierowaniu przez elekta oficjalnego podania do papieża z prośbą o zatwierdzenie wyboru, Benedykt XVI zatwierdził ten wybór 25 marca 2011.
W tym samym dniu poprzedni zwierzchnik Cerkwi, kard. Lubomir Huzar, przekazał bp. Szewczukowi insygnia arcybiskupa większego: enkolpion, panagię i krzyż napierśny. Zostały one wręczone, wraz z omoforionem i pastorałem, w czasie uroczystej intronizacji.
Intronizacja w greckokatolickim soborze patriarszym w Kijowie odbyła się 27 marca 2011 w obecności 60 hierarchów UKGK i innych katolickich Kościołów wschodnich, przedstawicieli Stolicy Apostolskiej, Konferencji Biskupów europejskich, hierarchów Kościoła rzymskokatolickiego na Ukrainie oraz Kościołów prawosławnych tradycji kijowskiej, członków ukraińskiej Rady Kościołów i związków wyznaniowych.

### Kuria Rzymska
Swiatosław Szewczuk został w czerwcu 2011 mianowany członkiem Kongregacji ds. Kościołów Wschodnich.
12 czerwca 2012 arcybiskup Szewczuk został członkiem Papieskiej Rady do spraw Popierania Jedności Chrześcijan.
W 2025 otrzymał tytuł doktora honoris causa University of St. Michael's College w Toronto „za głębokie zaangażowanie w edukację teologiczną, duchowe przywództwo i odwagę w obliczu niesprawiedliwej wojny”.